# نمای نقطه‌نظر

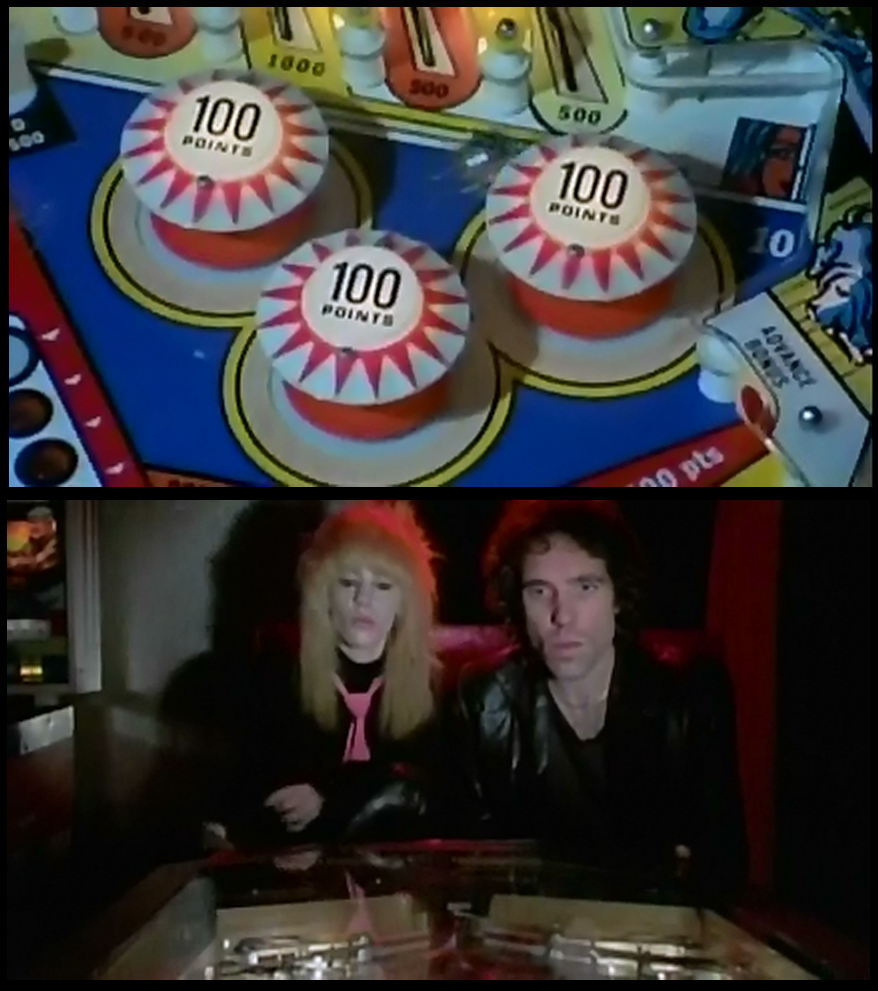
نمونه‌ای از تکنیک نمای نقطه‌نظر در شات موضوعی از فیلم The Driller Killer، که در آن بیننده به صورت اول شخص نحوه بازی پین بال توسط شخصیت را مشاهده می کند.

نمای نقطه‌نظر یا نمای دیدگاه (به انگلیسی: Point-of-view shot) به نمایی گفته می‌شود که در آن دوربین بازنمایانگر چشم شخصیت در فیلم است. آنچه ما بر پرده مشاهده می‌کنیم در اصل چیزی است که بازیگر در صحنه می‌بیند. این تکنیک در سینما بسیار رواج دارد و در بسیاری از فیلم‌ها مشاهده می‌شود.
یکی از اولین فیلم‌هایی که از نمای نقطه نظر استفاده کرد فیلم دکتر جکیل و آقای هاید ساخته روبن مامولیان بود. دو فیلم دیگر را نیز می‌توان نام برد که به دلیل استفاده فراوان از نمای نقطه نظر مشهورند. فیلم گذرگاه تاریک که یک فیلم نوآر کارگاهی با بازی هامفری بوگارت است و فیلم بانوی دریاچه ساخته رابرت مونتگومری. مونتگومری این فیلم را یکسره با نماهای نقطه نظر ساخت.

## فهرست منابع
- ویکی‌پدیای انگلیسی